# Menengiç kahvesi

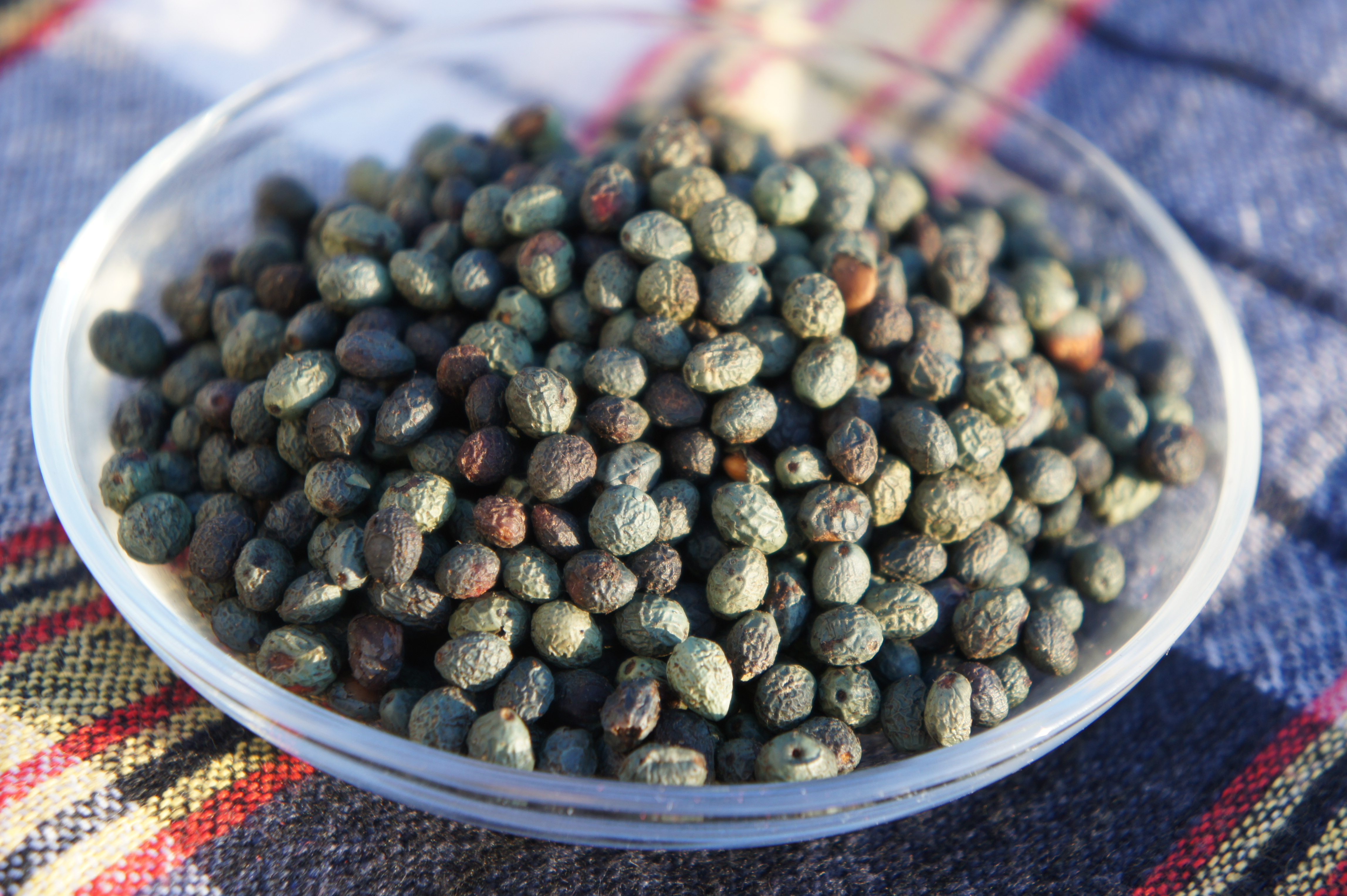
Terebint

Menengiç kahvesi (significa "cafè de terebint" en turc) és una beguda calenta de la cuina turca. Es fa amb terebint (menengiç) que són festucs salvatges. Es prepara igual que cafè turc, utilitzant els festucs en comptes de grans de cafè. Es pot fer amb llet en comptes de l'aigua. El Cafè de menengiç és comú en les regions de Mediterrània i Anatòlia del Sud-est de Turquia.